# Женщина, которая желанна (фильм)
Женщина, которая желанна (нем. Die Frau, nach der man sich sehnt) — немецкий художественный немой фильм 1929 года режиссёра Курта Бернхардта.
Премьера фильма состоялась 29 апреля 1929 года.

## Сюжет
Анри Леблан, сын некогда богатых промышленников-сталелитейщиков, с намерением поправить пошатнувшееся финансовое положение своей семьи, женится на дочери богача. Молодожены отправляются в свадебное путешествие. В поезде жених знакомится с женщиной, которую преследует подозрительный тип и она просит у Анри защиты. В дело оказывается замешано преступление. Однако, главный герой фильма понимает, что готов пойти на все ради своей новой знакомой…

## В ролях
- Марлен Дитрих — Сташа
- Фриц Кортнер — доктор Карофф
- Фрида Рихард — жена Анри Леблана
- Оскар Сима — Шарль Леблан
- Уно Хеннинг — Анри Леблан
- Карл Этлингер — швейцар
- Эдит Эдвардс — Анжела
- Бруно Цинер